# Protium tonkinense
Protium tonkinense är en tvåhjärtbladig växtart som först beskrevs av André Guillaumin, och fick sitt nu gällande namn av Adolf Engler. Protium tonkinense ingår i släktet Protium och familjen Burseraceae. Inga underarter finns listade i Catalogue of Life.